# محمد فائز سهيمي
محمد فائز سهيمي هو لاعب كرة قدم ماليزي في مركز الدفاع، ولد في 5 ديسمبر 1989 في كلنتن في ماليزيا. لعب مع نادي كلنتن ونادي ملقا يونايتد.